# Morrill County
Morrill County ist ein County im Bundesstaat Nebraska der Vereinigten Staaten. Der Verwaltungssitz (County Seat) ist Bridgeport, das nach einer Brücke über den North Platte River benannt wurde.

## Geographie
Das County liegt fast im äußersten Westen von Nebraska, ist im Süden etwa 50 Kilometer von Colorado, im Westen etwa 60 Kilometer von Wyoming entfernt und hat eine Fläche von 3703 Quadratkilometern, wovon 16 Quadratkilometer Wasserfläche sind. Es grenzt im Uhrzeigersinn an folgende Countys: Box Butte County, Sheridan County, Garden County, Cheyenne County, Banner County und Scotts Bluff County.

## Geschichte
Morrill County wurde 1908 gebildet. Benannt wurde es nach Charles Henry Morrill, einem Präsidenten der University of Nebraska.
Neun Bauwerke und Stätten des Countys sind im National Register of Historic Places eingetragen (Stand 11. Februar 2018).

## Demografische Daten

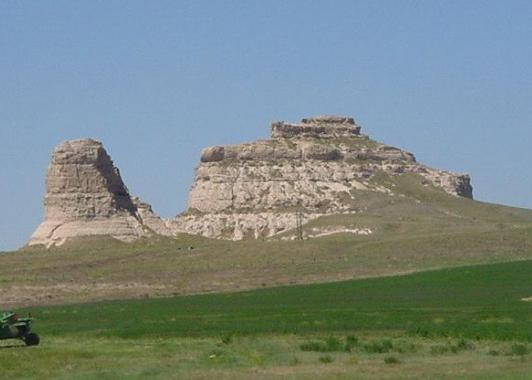
Courthouse and Jail House Rocks, gelistet im NRHP

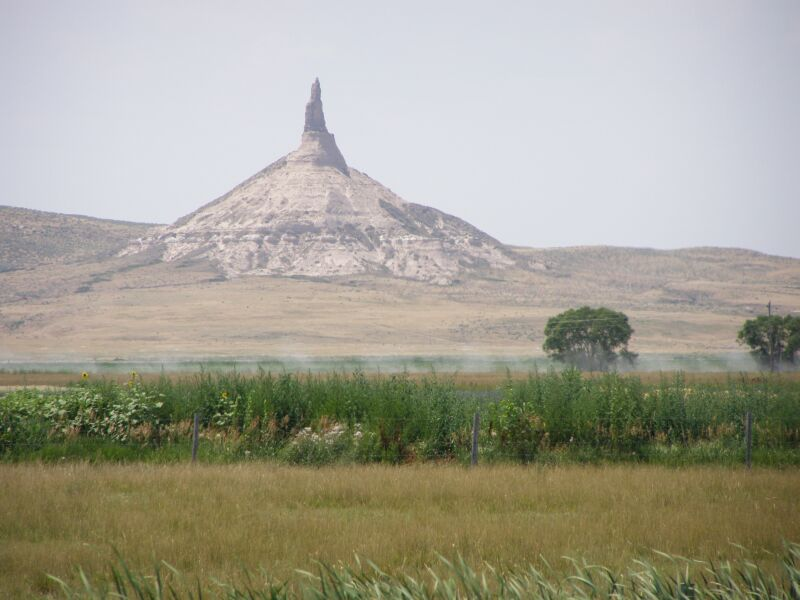
Chimney Rock National Historic Site, gelistet im NRHP

Nach der Volkszählung im Jahr 2000 lebten im Morrill County 5440 Menschen. Davon wohnten 108 Personen in Sammelunterkünften, die anderen Einwohner lebten in 2138 Haushalten und 1494 Familien. Die Bevölkerungsdichte betrug 1 Einwohner pro Quadratkilometer. Ethnisch betrachtet setzte sich die Bevölkerung zusammen aus 93,68 Prozent Weißen, 0,07 Prozent Afroamerikanern, 0,72 Prozent amerikanischen Ureinwohnern, 0,22 Prozent Asiaten und 4,12 Prozent aus anderen ethnischen Gruppen; 1,19 Prozent stammten von zwei oder mehr Ethnien ab. 10,09 Prozent der Bevölkerung waren spanischer oder lateinamerikanischer Abstammung.
Von den 2138 Haushalten hatten 32,1 Prozent Kinder und Jugendliche unter 18 Jahre, die bei ihnen lebten. 59,5 Prozent waren verheiratete, zusammenlebende Paare, 6,5 Prozent waren allein erziehende Mütter, 30,1 Prozent waren keine Familien, 26,9 Prozent waren Singlehaushalte und in 13,0 Prozent lebten Menschen im Alter von 65 Jahren oder darüber. Die Durchschnittshaushaltsgröße betrug 2,49 und die durchschnittliche Familiengröße lag bei 3,03 Personen.
Auf das gesamte County bezogen setzte sich die Bevölkerung zusammen aus 27,2 Prozent Einwohnern unter 18 Jahren, 7,2 Prozent zwischen 18 und 24 Jahren, 24,4 Prozent zwischen 25 und 44 Jahren, 24,2 Prozent zwischen 45 und 64 Jahren und 17,0 Prozent waren 65 Jahre alt oder darüber. Das Durchschnittsalter betrug 40 Jahre. Auf 100 weibliche Personen kamen 97,9 männliche Personen. Auf 100 Frauen im Alter von 18 Jahren oder darüber kamen statistisch 95,6 Männer.
Das jährliche Durchschnittseinkommen eines Haushalts betrug 30.235 US-Dollar, das Durchschnittseinkommen der Familien betrug 36.673 USD. Männer hatten ein Durchschnittseinkommen von 27.107 USD, Frauen 19.271 USD. Das Prokopfeinkommen betrug 14.725 USD. 10,0 Prozent der Familien und 14,7 Prozent der Bevölkerung lebten unterhalb der Armutsgrenze. Darunter waren 20,0 Prozent der Kinder und Jugendlichen unter 18 Jahre und 10,3 Prozent der Senioren im Alter ab 65 Jahren.

## Orte im County
- Alden
- Angora
- Atkins
- Bayard
- Bonner
- Bridgeport
- Broadwater
- Craft
- DeGraw
- Kemp
- Mohler
- Moomaw Corner
- Northport
- Perrin
- Piper
- Redington
- South Bayard
- Vance